# Arakapas
Arakapas (gr. Αρακαπάς) – wieś w Republice Cypryjskiej, w dystrykcie Limassol. W 2011 roku liczyła 307 mieszkańców.